# Altmarkt (Kassel)
Altmarkt ist der Name eines Platzes und Verkehrsknotenpunktes in der nordhessischen Stadt Kassel.
Direkt an der Fulda gelegen bildet er die Keimzelle für die Stadt und war bis zum Wiederaufbau der Nachkriegszeit das Zentrum der Stadt Kassel. Im Zuge dessen wurde er in den 1950er Jahren in seiner Form grundlegend verändert und zum Verkehrsknotenpunkt ausgebaut, welcher am 26. August 1957 seiner Bestimmung übergeben wurde.

## Geschichte

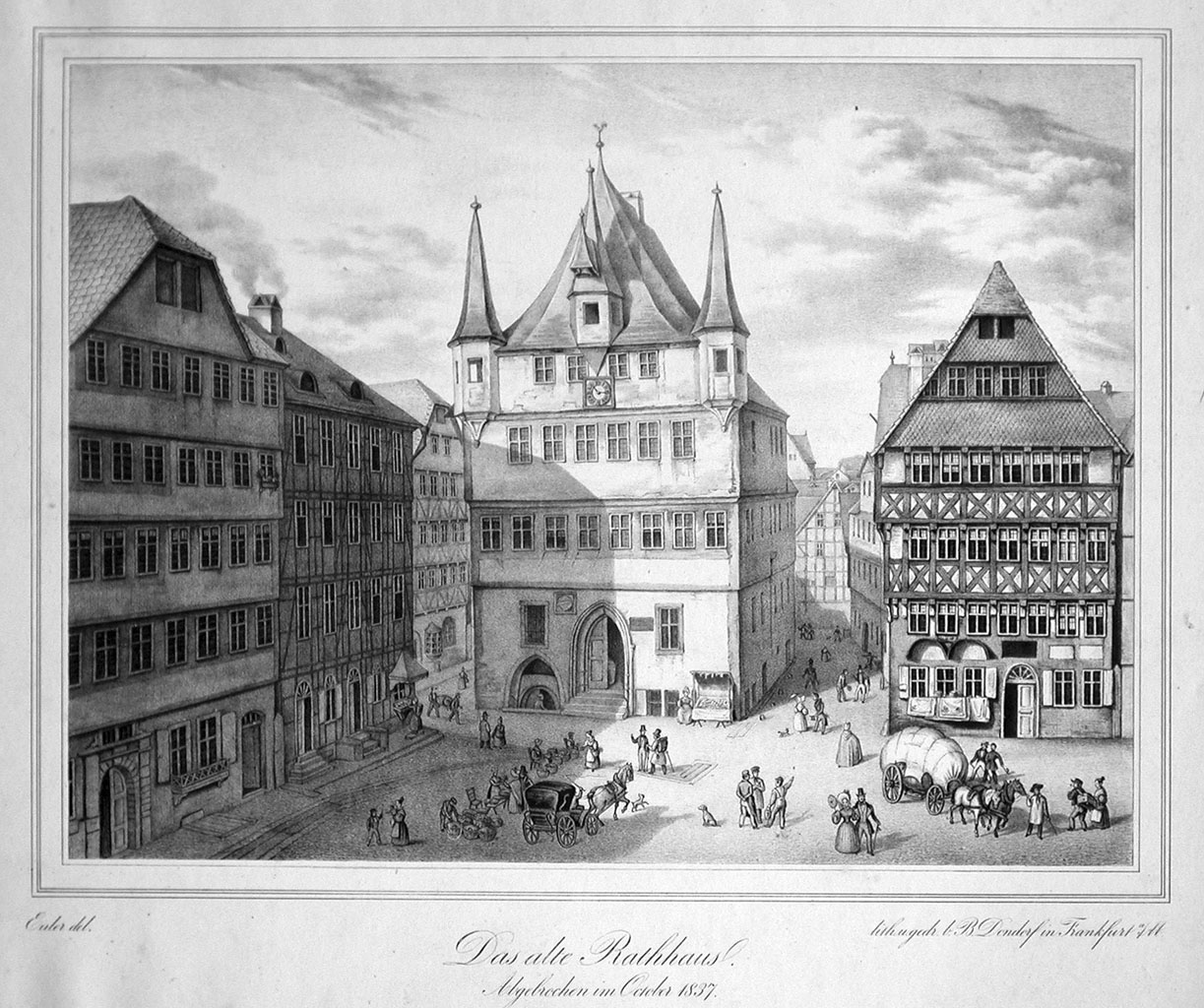
Der Altmarkt mit dem im Oktober 1837 abgerissenen alten Rathaus

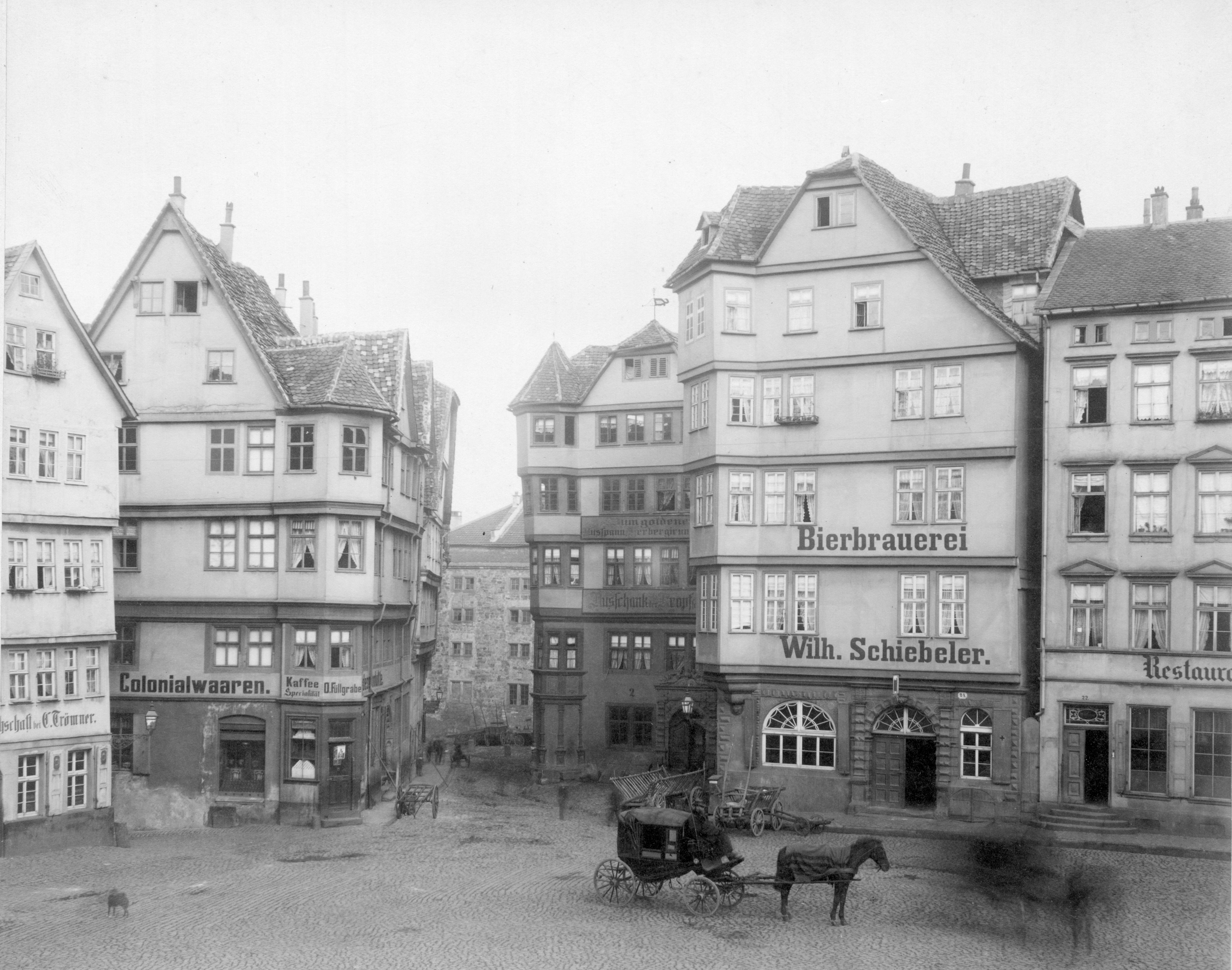
Altmarkt mit Vor der Schlagd (vor 1895)

Der Altmarkt war vom frühen Mittelalter bis zum Beginn des 19. Jahrhunderts der Mittelpunkt des städtischen Lebens in Kassel. Der Platz war das Zentrum der ursprünglichen drei Stadtteile Altstadt, Unterneustadt und Freiheit. Hier wurde Markt gehalten, am Rand des Platzes stand von 1408 bis 1837 das alte Kasseler Rathaus. Im 13. Jahrhundert wurde an der Stelle der Fuldafurt eine Brücke auf das östliche Fuldaufer errichtet, die den Altmarkt mit der zur gleichen Zeit gegründeten Unterneustadt verband.
Mit dem Wachstum der Stadt im 19. Jahrhundert rückte der Altmarkt allmählich aus dem Zentrum der Stadt an dessen Rand, neues Stadtzentrum und später auch Marktplatz wurde nun der Königsplatz. Bei den Luftangriffen auf Kassel im Oktober 1943 wurde die Kasseler Altstadt stark zerstört. Von der alten und ehemals dichten Bebauung um den Altmarkt blieb kaum etwas erhalten; die Ruinen und die beschädigten Gebäude wurden in der Nachkriegszeit abgerissen.

## Verkehr
Am Altmarkt treffen sich vier Kasseler Hauptachsen. Es kreuzen sich hier die Bundesstraße 3 sowie die Landesstraße 3237, welche in Teilen auch den Innenstadtring von Kassel bilden. Diese Straßen waren bereits seit dem frühen Mittelalter Handels- und Heerstraßen Richtung Frankfurt, Leipzig, Hannover und Köln. Die Leipziger Straße führt über die Fuldabrücke in den Kasseler Osten, die Weserstraße führt nach Norden Richtung Wolfsanger und Fasanenhof, die Brüderstraße leitet Richtung südliche Innenstadt und Zwehren. Die Kurt-Schumacher-Straße ist die Verbindung zur nördlichen Innenstadt und weiter zum Hauptbahnhof. Entsprechend stark ist die Verkehrsbelastung der Kreuzung durch den Individualverkehr. Es wird von 60.000 Fahrzeugen täglich ausgegangen.
Der Platz ist ebenfalls ein Knotenpunkt des öffentlichen Nahverkehrs in Kassel. Hier treffen die Bus- und Straßenbahnlinien aufeinander, die aus dem Kasseler Osten und Norden Richtung Innenstadt führen. Dabei queren die Linien 4 und 8 die Fulda in Richtung Bettenhausen und die Linien 3, 6 und 7 fahren in Richtung Wesertor.

### Kreuzung und Unterführung (1957–2015)

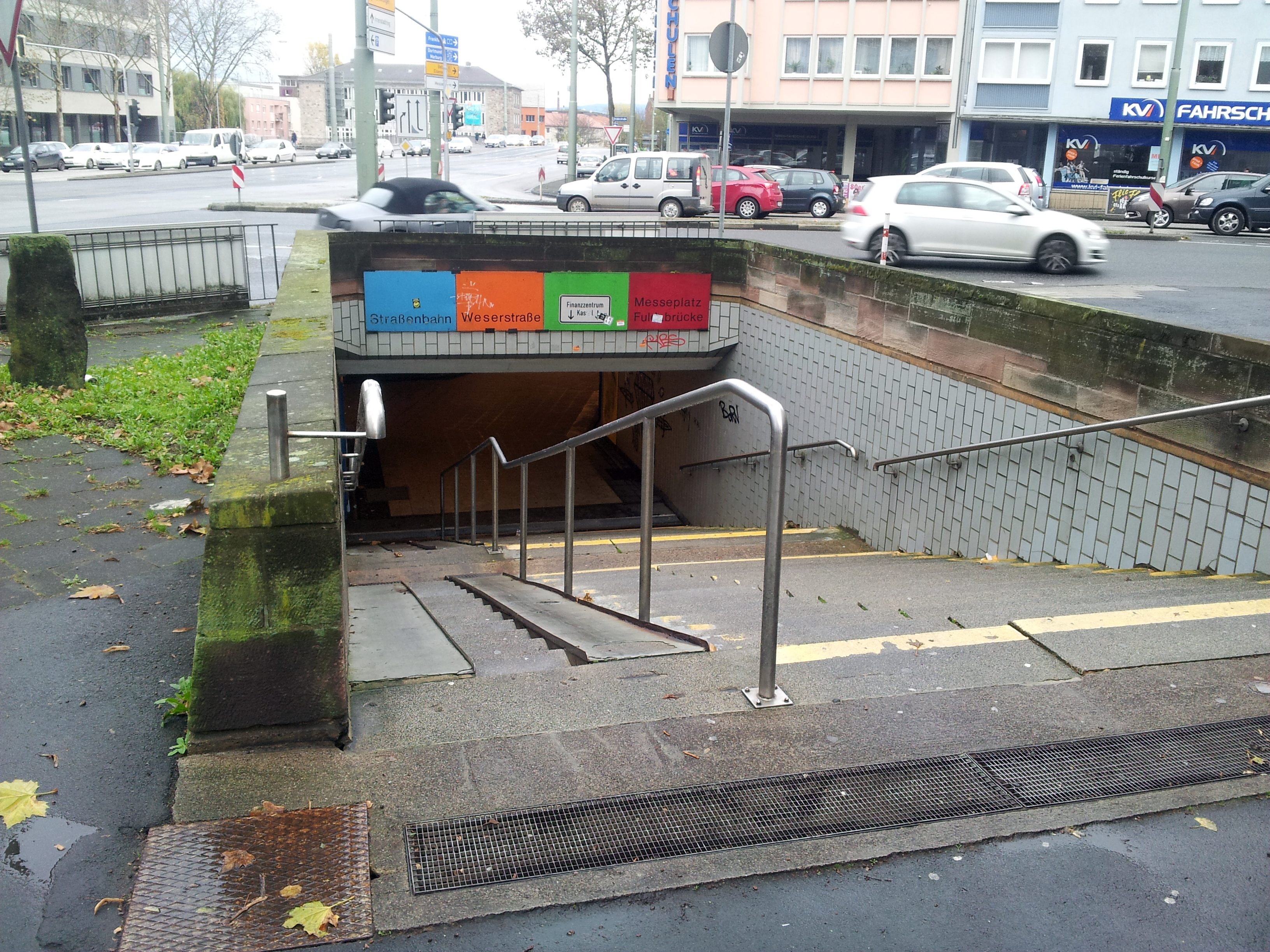
Eingang in die Unterführung und visuelles Leitsystem (Schilder)

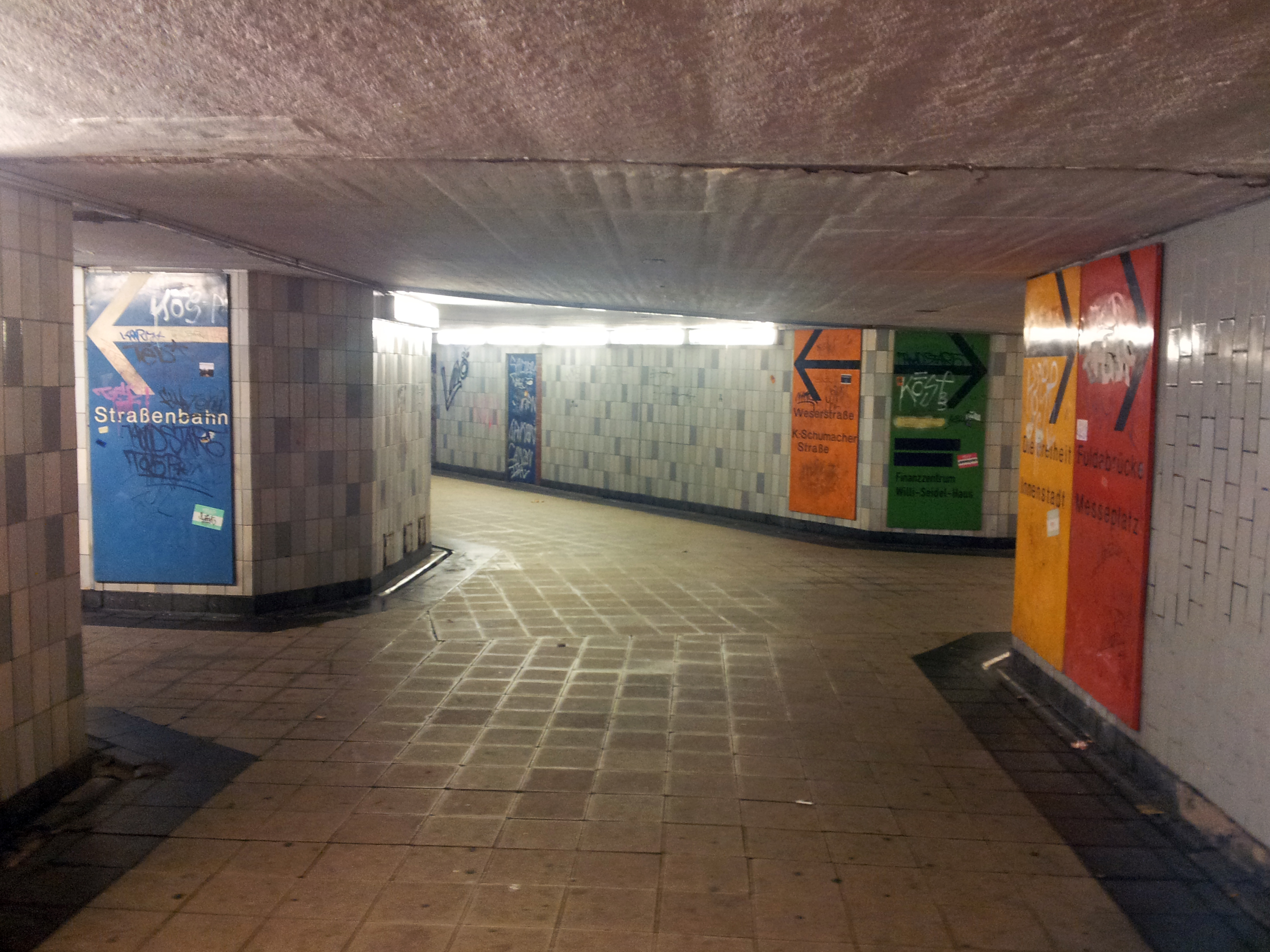
Unterführung mit Leitsystem

In den 1950er Jahren wurde der Altmarkt im Rahmen des Wiederaufbaus Kassels zu einem autogerechten Verkehrsknoten ausgebaut. Mit seinen durch Verkehrsinseln abgetrennten Rechtsabbiegespuren, die einen von Verkehrsampeln unabhängigen Verkehrsfluss ermöglichten, galt der Altmarkt in den späten 1950er Jahren als modernste Kreuzung Deutschlands. Fußgänger besaßen damals noch keinen Vorrang in der StVO. Um deren Sicherheit nicht zu gefährden, wurde unter dem Straßenniveau ein Tunnelsystem geschaffen, das eine witterungs- und ampelunabhängige Querung für Fußgänger bot und einen Zugang zur Straßenbahn herstellte. Ein Leitsystem mit vier Farben schildert am Eingang aus und führt zum richtigen Ausgang.
Die Akzeptanz für Bauwerke der 1950er Jahre, insbesondere für Verkehrsbauten ist gering. Somit unterblieben auch die notwendige Pflege der Unterführung. Vandalismusschäden wurden nicht beseitigt und Investitionen wie etwa der nachträgliche Einbau eines Aufzuges unterblieben. Die Stadt Kassel entschied sich für insgesamt 4,2 Mio. Euro das Bauwerk zu beseitigen. Mitte 2015 war der Abriss vollzogen.

## Platzgestaltung
Die Gestaltung des Platzes bezieht sich seit seinem Umbau zum Verkehrsknotenpunkt und der Durchschneidung mit der Straßenbahntrasse lediglich noch auf einige Randflächen. 
Die Verbindung zur Fulda wurde bisher durch das etwas zurückgesetzte Gebäude der Polizei verstärkt, dabei wurde diese Fläche von einer Baumreihe gesäumt. Nach dessen Abriss und dem Neubau des Finanzzentrums stellt nur noch ein normaler Bürgersteig die Verbindung zur Fulda her.
Auf der westlichen Seite des Platzes beginnt eine Verbindung zur heutigen Innenstadt. Die Einmündung der, hier als Fußgängerzone ausgeführten, Straße wird durch Treppen und dem am Rand gelegenen Zisselbrunnen akzentuiert. Die restliche Fläche weist keine besondere Gestaltung auf.
Als prägendes Element sind ansonsten die Treppenabgänge zur Unterführung zu nennen, die an allen vier Seiten platziert waren.

## Platzrandbebauung
Bereits in den 1930er Jahren wurde die Baustruktur des Altmarktes zur Verbesserung der Verkehrsinfrastruktur verändert. Zwischen 1933 und 1936 wurde an der Südwestecke des Platzes die Bebauung abgerissen und der „Freiheiter Durchbruch“ geschaffen. Damit sollte eine schnellere Verbindung zum Hauptbahnhof erreicht werden. Die kurze Straße ist seit der Nachkriegszeit nur noch für Fußgänger frei, sie verbindet den Altmarkt direkt mit den Straßen der ehemaligen Altstadt. Nach Zerstörung auch der verbliebenen Substanz im Zweiten Weltkrieg wurde der Platz im Stil der funktionalistischen Wirtschaftswunderarchitektur neu bebaut. 
Das Polizeipräsidium mit den angeschlossenen Abteilungen des Kasseler Ordnungsamtes wurde zugunsten eines 2006 neu errichteten Finanzzentrums des Landes Hessen abgerissen.
Auf dem südwestlichen Teil des Platzes befindet sich der Zisselbrunnen, eine aus den 1950er Jahren stammende Brunnenanlage. Das mit Sandstein umgebene runde Brunnenbecken wird von einem stilisierten Hering gekrönt, dem Symbol des Kasseler Volksfestes Zissel. Unter dem Hering sind die beiden Köpfe zweier Kasseler Originale zu finden, "Ephesus und Kupille".

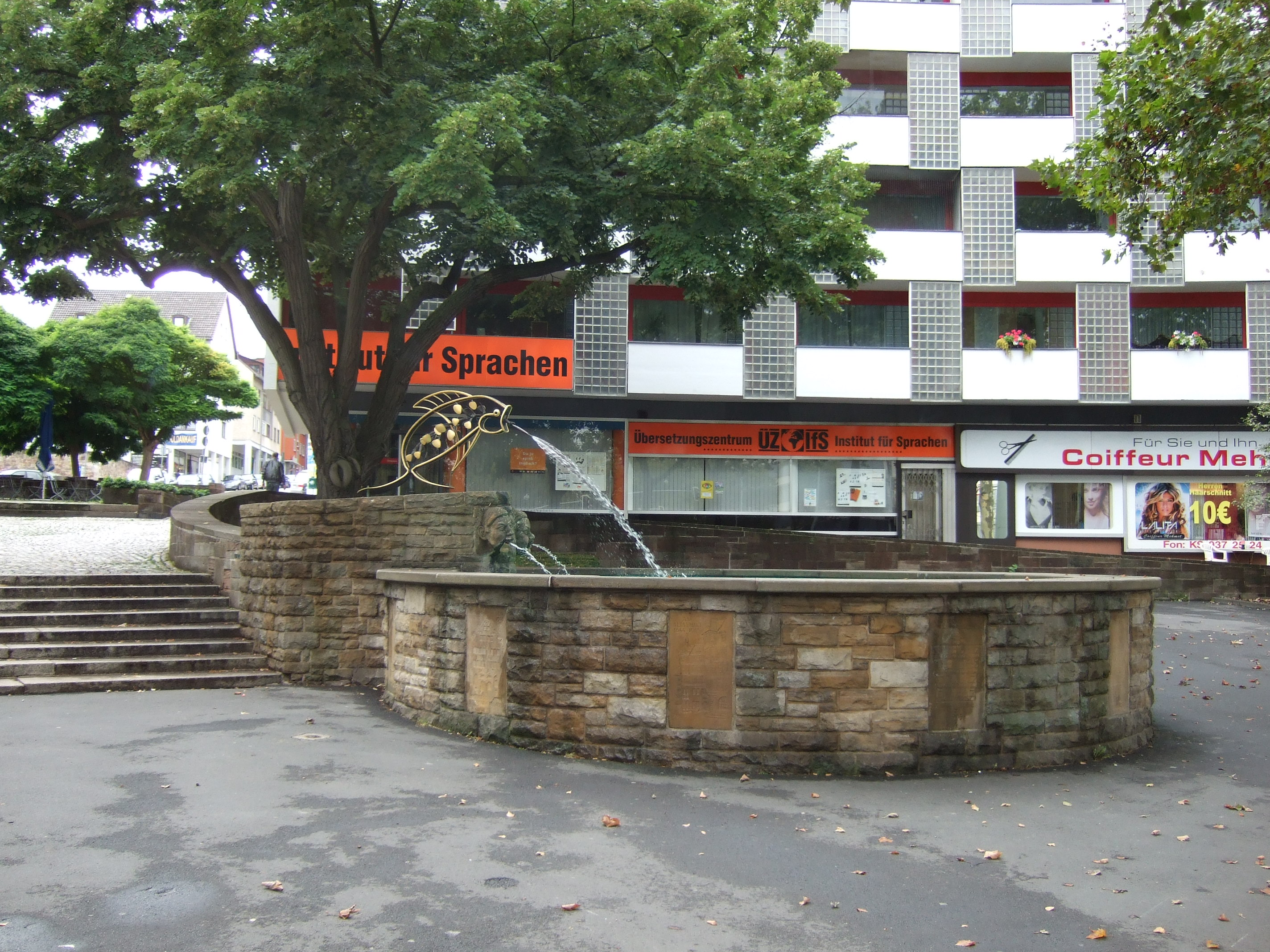
Zisselbrunnen
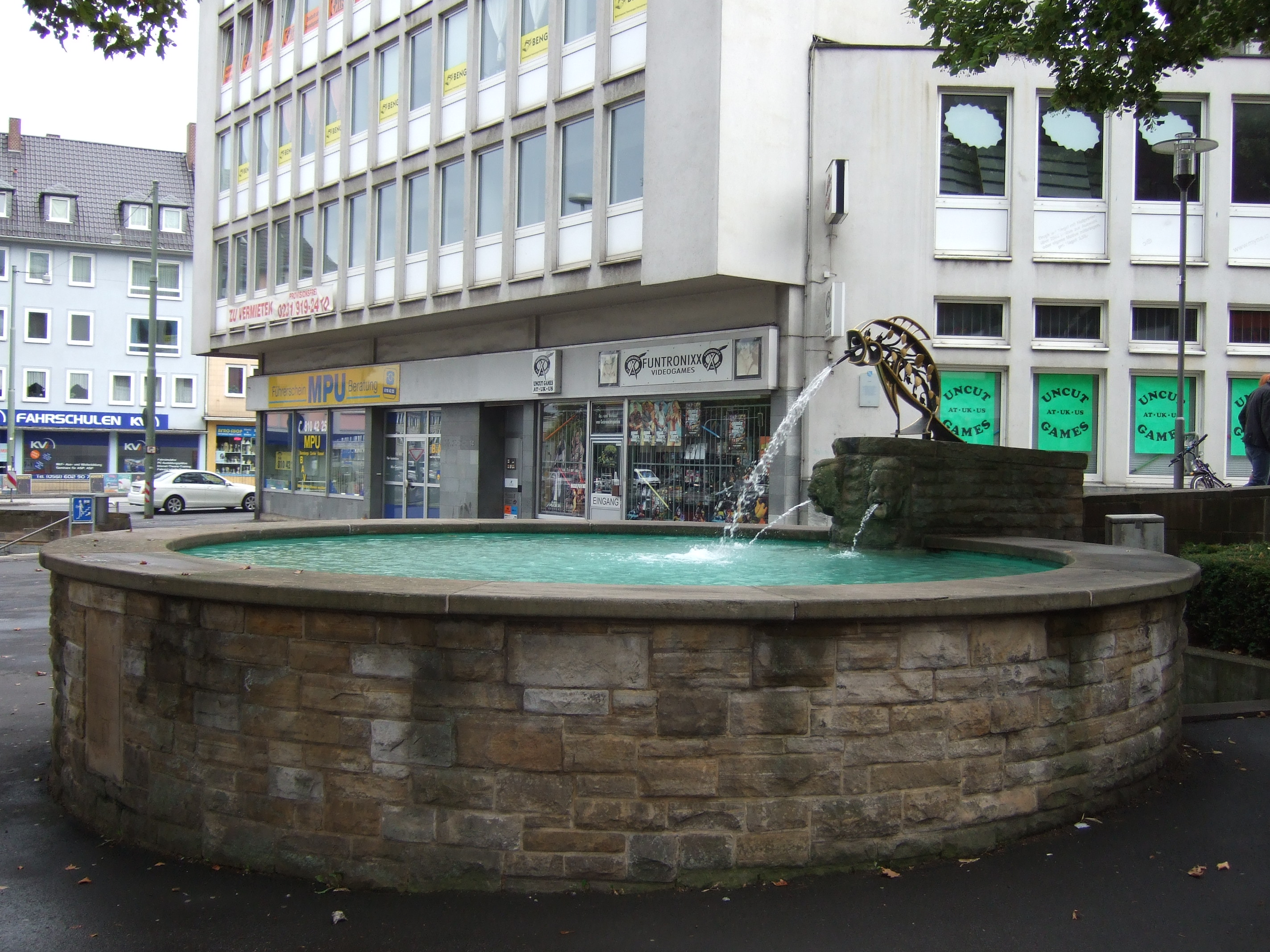
Zisselbrunnen

## Weiterführende Informationen